# Relikt (biologija)
Relikt je v biogeografiji in paleontologiji oznaka za populacijo ali takson, ki je danes znatno manj razširjen ali raznovrsten kot v preteklosti. Reliktna populacija je geografsko omejen ostanek populacije, ki je v preteklih geoloških dobah poseljevala mnogo večji areal, reliktni takson pa takson (npr. vrsta), ki je edini preostali predstavnik nekoč raznolike skupine organizmov.
Zgled za reliktno populacijo je rebrinčevolistna hladnikija (hladnikovka), ki raste samo na površini 4 km² na južnem in severnem robu Trnovskega gozda v Sloveniji, medtem ko je pred zadnjo ledeno dobo njeno območje razširjenosti segalo daleč proti severu, a se je ob poledenitvi močno skrčilo. Torej gre za glacialni relikt, hrati pa je endemična vrsta za Slovenijo oz. ožje za Trnovski gozd.
Reliktne vrste pogosto imenujemo »živi fosili«, saj so med najbolj znanimi primeri tiste vrste, pri katerih obstaja bogat fosilni zapis o sorodnikih, same pa so tako »eksotične« (drugačne od ostalih organizmov v svojem okolju), da velja prepričanje, da se od pradavnine niso nič spremenile. Med zgledi so drevo ginko, plazilci rodu tuatara, riba latimerija in drugi, vendar je izraz »živi fosil« običajno netočen, saj so lahko reliktne tudi novejše vrste, poleg tega pa so se te vrste od nastanka intenzivno razvijale in pridobile značilnosti, ki jih ločijo tudi od prednikov iz prejšnjih geoloških dob. Zato niso preprost ostanek preteklosti, ki bi lahko služil za primerjavo starodavne flore ali favne z današnjo.